# Guillaume Florent
Guillaume Florent (Dunkerque, 13 de octubre de 1973) es un deportista francés que compitió en vela en la clase Finn.
Participó en tres Juegos Olímpicos de Verano, entre los años 1996 y 2008, obteniendo una medalla de bronce en Pekín 2008, en la clase Finn, y el octavo lugar en Atenas 2004. Ganó tres medallas en el Campeonato Europeo de Finn entre los años 2004 y 2008.

## Palmarés internacional
| \| Juegos Olímpicos \| Juegos Olímpicos \| Juegos Olímpicos \| Juegos Olímpicos \| \| Año \| Lugar \| Medalla \| Clase \| \| ------------------ \| --------------------- \| ----------------- \| ---------------- \| \| 2008 \| Pekín (China) \| Medalla de bronce \| Finn \| \| Campeonato Europeo \| \| \| \| \| Año \| Lugar \| Medalla \| Clase \| \| 2004 \| La Rochelle (Francia) \| Medalla de bronce \| Finn \| \| 2006 \| Palamós (España) \| Medalla de plata \| Finn \| \| 2008 \| Scarlino (Italia) \| Medalla de bronce \| Finn \| |                       |                   |       |
| Juegos Olímpicos |                       |                   |       |
| Año | Lugar                 | Medalla           | Clase |
| 2008 | Pekín (China)         | Medalla de bronce | Finn  |
| Campeonato Europeo |                       |                   |       |
| Año | Lugar                 | Medalla           | Clase |
| 2004 | La Rochelle (Francia) | Medalla de bronce | Finn  |
| 2006 | Palamós (España)      | Medalla de plata  | Finn  |
| 2008 | Scarlino (Italia)     | Medalla de bronce | Finn  |